# NGC 6800
NGC 6800 este o galaxie situată în constelația Vulpea. A fost descoperită în 10 septembrie 1784 de către William Herschel. Se află la o distanță de 1.000 de parseci de Pământ.